# 洛塔尔·埃梅里希
洛塔尔·埃梅里希（德語：Lothar Emmerich，1941年11月29日—2003年8月13日），德国前男子足球运动员，场上位置是前锋。他曾代表西德国家队参加1966年国际足联世界杯，结果队伍获得亚军。